# AMG-0505

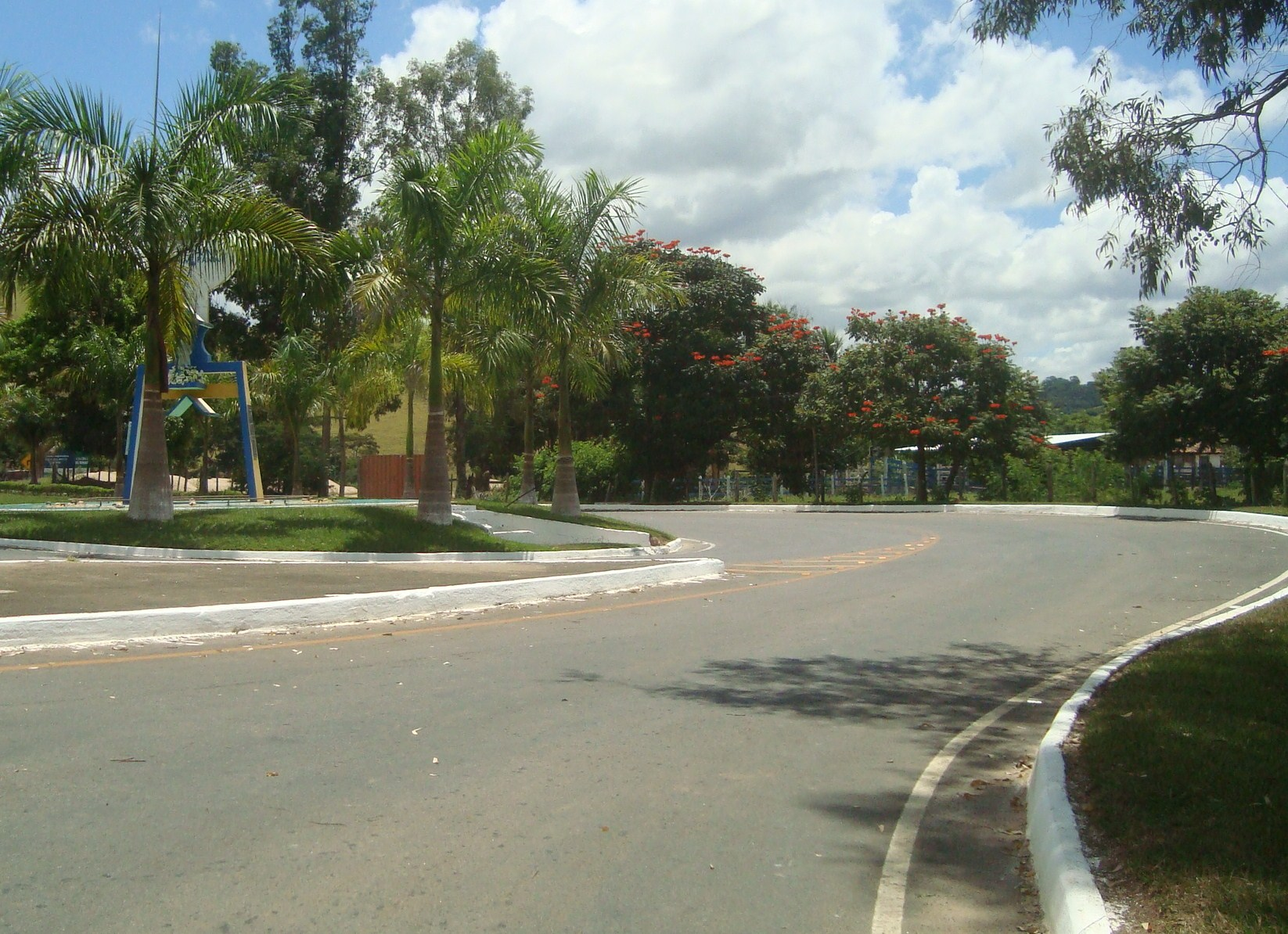
Trecho da rodovia AMG-0505 no município de Rio Pomba, próximo ao entroncamento com a rodovia MGC-265 e à divisa com o município de Silveirânia.

AMG-0505 é uma rodovia brasileira do estado de Minas Gerais, localizada na mesorregião da Zona da Mata. A rodovia, que é pavimentada e tem 7,7 km de extensão, liga a rodovia estadual MGC-265, no município de Rio Pomba, à sede do município de Silveirânia.